# المراسلة
المَرَاسِلَة هي بلدة ومركز جماعةِ المراسلة القرويةِ التابعة لإقليم آسفي بجهة مراكش آسفي المغربية. بلغ مجموع عدد سكان الجماعة حسب إحصاءات 2004 حوالي 16812 نسمة يعيشون في 2688 أسرة.

## دواوير الجماعة
دوار الغيامرة
دوار الحنيبلات
دوار لبيدات
دوار شليحات
دوار لمراسلة
دوار لخبيزات
دوار زمومات
دوار لقواسمة
دوار جوامعة